# كنزق
كنزق هي قرية في مقاطعة سرعين، إيران. عدد سكان هذه القرية هو 868 في سنة 2006.